# Јан Сухопарек
Јан Сухопарек (чеш. Jan Suchopárek; Кладно, 23. септембар 1969) бивши је чешки фудбалер и тренер.

## Каријера
Играо је на позицији одбрамбеног играча. Каријеру је започео у Дукли из Прага 1988. године. Прешао је 1991. године у Славију из Прага, где је играо пет сезона. За то време постигао је 24 гола на 132 меча и једном је освојио првенство. Од 1996. до 1999. био је члан француског тима Стразбур. Године 1997. са овим тимом освојио је Лига куп Француске. У сезони 1999-2000, био је играч Тенис Борусије из Берлина у Бундеслиги 2. Поново је потписао за Славију из Прага и играо још три сезоне за клуб. Од 2003. придружио се тиму СК Кладно, где је играо још две сезоне до пензионисања 2005. године.
Између 1991. и 1993. године, 13 пута је облачио дрес репрезентације Чехословачке. За репрезентацију Чешке играо је на 48 мечева између 1994. и 2000. године и постигао 4 гола. Учествовао је на Европском првенству 1996. године, где су освојили сребрну медаљу. Сухопарек је постигао један погодак у групној фази против Русије (3:3).
Након завршетка играчке каријере посветио се тренерском послу. Био је селектор младе репрезентације Чешке Републике и водио национални тим других млађих категорија.

## Успеси

### Клуб
Дукла Праг
- Куп Чехословачке: 1989/90.

Славија Праг
- Првенство Чешке: 1995/96.
- Куп Чешке: 2001/02.

Стразбур
- Лига куп Француске: 1997.

### Репрезентација
Чешка
- Европско првенство друго место: 1996.